# Glycymeris vanhengstumi
Glycymeris vanhengstumi is een tweekleppigensoort uit de familie van de Glycymerididae. De wetenschappelijke naam van de soort is voor het eerst geldig gepubliceerd in 2009 door Goud & Gulden.